# Гундлах, Джеффри
Джеффри Эдвард Гундлах (Jeffrey Edward Gundlach; род. 30 октября 1959, Амхерст, Нью-Йорк) — американский финансист, инвестор-миллиардер, специализируется на бондах. CEO в DoubleLine Capital, соучредителем которой (в 2009) является, управляющей активами более чем в $140 млрд. До 2009 года почти четверть века сотрудничал в TCW Group. Коллекционер современного искусства.
Окончил Дартмутский колледж (бакалавр по математике и философии summa cum laude, 1981). Затем изучал теоретическую математику в Йельском университете в качестве PhD-студента, однако бросил его. В 1983 году стал рок-музыкантом (барабанщиком) в Лос-Анджелесе. В 1984 году Джеффри Гундлах решает сделать карьеру в сфере инвестиций, с целью чего ему удаётся поступить в TCW Group. В конце 2009 года он покинет её со скандалом (с 2005 года Гундлах являлся там главным по инвестициям и к 2009 году контролировал 70 из 110 миллиардов долларов активов под управлением). Сумел верно предвидеть ипотечный кризис 2007 года. К концу 2010 года активы под управлением новообразованной Джеффри Гундлахом DoubleLine Capital составили около $7 млрд.
Коллекционер современного искусства, владелец работ художников Уорхола, Мондриана и де Кунинга.
Проживает в Лос-Анджелесе.
Разведён, есть дочь.
В 2011 году появлялся на обложке Barron’s. Входил в число 50 наиболее влиятельных лиц по версии Bloomberg Markets (2012, 2015). Управляющий деньгами 2013 года по версии Institutional Investor.